# Julien Andavo Mbia
Pour les articles homonymes, voir Mbia.
Julien Andavo Mbia né le 5 septembre 1950 à Liago (territoire de Faradje, Haut-Uele) et décédé le 14 juillet 2024 à Durba, est un évêque catholique congolais. Il a dirigé le diocèse d'Isiro-Nyangara de 2003 à 2024.

## Biographie
Ordonné prêtre le 26 août 1979 à Faradje, il a été nommé évêque d’Isiro-Niangara par le pape Jean-Paul II le 1er février 2003, et consacré le 19 mars 2003 à Isiro,.
Durant son ministère épiscopal, il a œuvré pour la paix dans la région et le dialogue entre les communautés.

## Engagement communautaire
Julien Andavo Mbia a joué un rôle important dans le développement social de la province. Il a facilité la collaboration entre l'Église, les communautés locales et les partenaires comme la société minière Barrick, dans le cadre du projet de la mine d’or de Kibali.
Grâce à cette collaboration, la paroisse de Saint-Barbe a été construite à Kokiza, avec une capacité de 1 500 fidèles. Il a aussi soutenu des projets agricoles, scolaires et sanitaires.

## Décès et hommages
Il décéde le 14 juillet 2024 à Durba. Le gouverneur Jean Bakomito a salué son rôle de formateur et son influence sur la jeunesse de la province.
Le président Félix Tshisekedi a également adressé ses condoléances à la communauté catholique du Haut-Uele[réf. nécessaire].